# Chuck Rolando
Pour les articles homonymes, voir Rolando.
Chuck Rolando, de son vrai nom Charles Rolando (né le 5 mai 1952 à New York), est un musicien et chanteur américain naturalisé italien. Il est un ancien membre du groupe Passengers,, et chanteur du projet Den Harrow sur leurs deux premiers 45 tours.
Avec les Passengers, il a participé au festival de Sanremo,, lors des éditions 1981 et 1983.

## Biographie
Influencé par Joni Mitchell, James Taylor et Jackson Browne, Rolando commence à écrire des chansons dès son plus jeune âge, et se lance dans une carrière de chanteur, déménageant d'abord en Californie, puis au Canada et enfin en Europe. À son arrivée en Italie, il fait partie du groupe Passengers de 1979 à 1984 et est le premier chanteur du projet Den Harrow lors de l'enregistrement des deux premiers singles A Taste of Love et To Meet Me, tous deux sortis en 1983.
En 1988, il commence à travailler pour Sony Italia (alors CBS) et en 1992, il devient PDG et directeur général de Sony ATV Music Publishing, un poste qu'il a occupé pendant plus de 15 ans. Le dernier groupe qu'il a mis sous contrat est Sonhora.
Depuis 2010, il continue d'écrire de la musique en tant qu'artiste indépendant. En 2010, sa chanson originale My Family remporte la troisième place sur 15 000 participants à l'International Songwriting Competition dans la catégorie « musique pour enfants ». En 2012, il est le seul chanteur invité sur l'album American Songbook de Mina, où il chante Banana Split for My Baby. En 2019, sa chanson originale My Family est utilisée dans la série télévisée Room 104, diffusée sur HBO, dans l'épisode Prank Call.
En 2021, il participe à l'album Dare de Mario Biondi en y interprétant la chanson Show Some Compassion (entièrement écrite par Chuck Rolando) avec Mario Biondi et d'autres artistes tels que Annalisa Minetti, Enzo Avitabile, Dodi Battaglia, Sarah Jane Morris, Jeff Cascaro, Alain Clarke, Paulo Gonzo, Luna, Omar et Nick the Nightfly.

## Vie privée
Bien qu'il soit originaire de New York et qu'il ait voyagé dans le monde entier, il dit avoir du sang piémontais. Rolando est aujourd'hui naturalisé italien et vit dans une petite ville au bord du lac Majeur.